# Antonio Sacchini
Antonio Maria Gasparo Gioacchino Sacchini (født 14. juni 1730 i Firenze, død 6. oktober 1786 i Paris) var en italiensk komponist.
Sacchini voksede op i Napoli, hvor hans talent opdagedes af Durante, der blev Sacchinis lærer i komposition, samtidig med at denne uddannede sig i violinspil. Sacchini skrev oprindelig intermezzoer og operaer for mindre napolitanske scener, kom derefter til Rom og Venedig og fik med held en række operaer opført. I 1771 forlod han Italien og drog efter ophold i sydtyske byer til London, hvor hans operaer også fulgtes af held, medens Sacchini på grund af ødselt levned kom i gæld og måtte flygte til Paris (1782). Her lod han sine operaer opføre i fransk bearbejdelse (særlig yndet blev Renaud) og skrev to ny operaer: Dardarius og — Sacchinis hovedværk — Oedipe à Colone. Sacchini har foruden operaer skrevet en del kirkelige værker, derunder oratorier, og adskillig kammermusik. Sacchini hører til den napolitanske skole. Hans operaer udmærker sig ikke blot ved melodirigdom, men tillige ved en enkel patos, som ikke var almindelig hos datidige napolitanere, og en omhyggelig og fin orkestration. Sacchini kom til Paris under efterdønningerne af den Gluck-Piccinniske strid, betragtedes oprindelig som italienerens allierede, men optog så meget af Glucks Stil, at han nærmest stod mellem partierne. Oedipe à Colone fulgte Glucks operaer i den store operas publikums gunst.